# Mistrzostwa Świata w Piłce Nożnej 1950 (eliminacje)
W eliminacjach do finałów Mistrzostw Świata w Piłce Nożnej 1950 w Brazylii wzięły udział 34 reprezentacje narodowe. Z rozgrywek wykluczone zostały Niemcy i Japonia za swój udział w II wojnie światowej.
Udział w eliminacjach zbojkotowała radziecka federacja piłkarska, a pod naciskiem władz ZSRR zmuszone do tego samego zostały związki piłkarskie wszystkich europejskich państw bloku wschodniego, w tym Polski. Wyjątkiem była Jugosławia, która zaczynała już iść własną drogą - ani związaną z ZSRR ani z krajami Zachodu. Ze startu w eliminacjach zrezygnowały też drużyny Albanii, Danii, Grecji, Holandii i Norwegii. Belgia i Austria wycofały się bez rozegrania chociaż jednego meczu, pomimo uwzględnienia ich w eliminacjach. Z eliminacji zwolniono Włochy, którzy jako obrońcy tytułu (mistrzowie z 1938) otrzymali obok gospodarza miejsce od razu w finałach.

## Europa

### Grupa 1
| Poz | Zespół         | Pkt | M | W | R | P | Br+ | Br- | +/- |
| --- | -------------- | --- | - | - | - | - | --- | --- | --- |
| 1   | Anglia         | 6   | 3 | 3 | 0 | 0 | 14  | 3   | +11 |
| 2   | Szkocja        | 4   | 3 | 2 | 0 | 1 | 10  | 3   | +7  |
| 3   | Walia          | 1   | 3 | 0 | 1 | 2 | 1   | 6   | -7  |
| 4   | Irlandia (IFA) | 1   | 3 | 0 | 1 | 2 | 4   | 17  | -13 |

 Szkocja zakwalifikowała się, ale odmówiła wyjazdu na turniej. Wolne miejsce FIFA zaoferowała  Francji, która pierwotnie je przyjęła, jednak następnie zrezygnowała nie zgadzając się z formatem rozgrywania mistrzostw.
| 1 października 1949 | Irlandia (IFA) · Sammy Smyth 50', 59' | 2:8(0:5) | Szkocja · 2', 70', 88' Henry Morris · 5', 31' (k) Willie Wadell · 23' Billy Steel · 24' Lawrie Reilly · 80' Jimmy Mason | Windsor Park, Belfast Widzów: 50 000 Sędzia: Reginald Mortimer |
|                     |                                       |          | |                                                                |

| 15 października 1949 | Walia · Mal Griffiths 80' | 1:4(0:3) | Anglia · 22' Stan Mortensen · 29', 34', 66' Jackie Milburn | Ninian Park, Cardiff Widzów: 61 079 Sędzia: Jack Mowatt |
|                      |                           |          |                                                            |                                                         |

| 9 listopada 1949 | Szkocja · John McPhail 25' · Alexander Linwood 78' | 2:0(1:0) | Walia | Hampden Park, Glasgow Widzów: 73 782 Sędzia: SK Law |
|                  |                                                    |          |       |                                                     |

| 16 listopada 1949 | Anglia · Jack Rowley 6', 47', 56', 58' · Jack Froggatt 25' · Stan Pearson 33', 68' · Stan Mortensen 35', 50' | 9:2(4:0) | Irlandia (IFA) · 55' Sammy Smyth · 75' Bobby Brennan | Maine Road, Manchester Widzów: 69 762 Sędzia: Mervyn Griffiths |
|                   | |          |                                                      |                                                                |

| 8 marca 1950 | Walia | 0:0 | Irlandia (IFA) | Racecourse Ground, Wrexham Widzów: 30 000 Sędzia: Reginald Leafe |
|              |       |     |                |                                                                  |

| 15 kwietnia 1950 | Szkocja | 0:1(0:0) | Anglia · 64' Roy Bentley | Hampden Park, Glasgow Widzów: 133 300 Sędzia: Reginald Leafe |
|                  |         |          |                          |                                                              |

### Grupa 2

#### Runda 1
| Poz | Zespół | Pkt | M | W | R | P | Br+ | Br- | +/- |
| --- | ------ | --- | - | - | - | - | --- | --- | --- |
| 1   | Turcja | 2   | 1 | 1 | 0 | 0 | 7   | 0   | +7  |
| 2   | Syria  | 0   | 1 | 0 | 0 | 1 | 0   | 7   | -7  |

| 20 listopada 1949 | Turcja · Fahreddin Cansever 12', 16', 87' · Bülent Eken 44' · Lefter Küçükandonyadis 66' · Erol Keskin 67' · Gündüz Kılıç 72' | 7:0(3:0) | Syria | Stadionu 19 Mayis, Ankara Sędzia: Antonio Gamba |
|                   | |          |       |                                                 |

#### Runda 2
| Poz | Zespół  | Pkt                         | M                           | W                           | R                           | P                           | Br+                         | Br-                         | +/-                         |
| --- | ------- | --------------------------- | --------------------------- | --------------------------- | --------------------------- | --------------------------- | --------------------------- | --------------------------- | --------------------------- |
| -   | Turcja  | awans, następnie rezygnacja | awans, następnie rezygnacja | awans, następnie rezygnacja | awans, następnie rezygnacja | awans, następnie rezygnacja | awans, następnie rezygnacja | awans, następnie rezygnacja | awans, następnie rezygnacja |
| -   | Austria | rezygnacja                  | rezygnacja                  | rezygnacja                  | rezygnacja                  | rezygnacja                  | rezygnacja                  | rezygnacja                  | rezygnacja                  |

 Austria zrezygnowała,  Turcja awansowała na mistrzostwa, ale zrezygnowała z udziału. Wolne miejsce zaoferowano  Portugalii, ale ta odmówiła występu.

### Grupa 3

#### Runda 1
| Poz | Zespół     | Pkt | M | W | R | P | Br+ | Br- | +/- |
| --- | ---------- | --- | - | - | - | - | --- | --- | --- |
| 1   | Jugosławia | 4   | 2 | 2 | 0 | 0 | 11  | 2   | +9  |
| 2   | Izrael     | 0   | 2 | 0 | 0 | 2 | 2   | 11  | -9  |

| 21 sierpnia 1949 | Jugosławia · Miloš Pajević 12', 19', 26'1 · Božidar Sancar 44' · Željko Čajkovski 63'1 · Stjepan Bobek 83' (k)1 | 6:0(4:0) | Izrael | J.N.A Stadion, Belgrad Widzów: 35 000 Sędzia: Geovanni Galeati |
|                  | |          |        |                                                                |

1 Możliwe, że bramki padały odpowiednio w 39, 65 i 73 minucie.
| 18 września 1949 | Izrael · Yeoshua Glazer 46', 78' | 2:5(0:3) | Jugosławia · 15', 37' Marko Valok · 26' Stjepan Bobek · 61' Zlatko Čajkovski · 75' Željko Čajkovski | Maccabia Stadium, Tel Awiw Widzów: 20 000 Sędzia: Yosef Kinstlich |
|                  |                                  |          | |                                                                   |

Możliwe, że bramki padały kolejno: dla Izraela w 65 i 76 minucie, a dla Jugosławii w 19, 20, 44, 64 i 82 minucie.

#### Runda 2
| Poz | Zespół     | Pkt | M | W | R | P | Br+ | Br- | +/- |
| --- | ---------- | --- | - | - | - | - | --- | --- | --- |
| 1=  | Jugosławia | 2   | 2 | 0 | 2 | 0 | 2   | 2   | 0   |
| 1=  | Francja    | 2   | 2 | 0 | 2 | 0 | 2   | 2   | 0   |

O awansie zadecydował dodatkowy mecz.
| 9 października 1949 | Jugosławia · Željko Čajkovski 36' | 1:1(1:0) | Francja · 55' Henri Baillot | J.N.A Stadion, Belgrad Widzów: 50 000 Sędzia: Karel van der Meer |
|                     |                                   |          |                             |                                                                  |

| 30 października 1949 | Francja · Henri Baillot 8' | 1:1(1:1) | Jugosławia · 44' Stjepan Bobek | Stade Olympique de Colombes, Paryż Widzów: 53 569 Sędzia: Giovanni Galeati |
|                      |                            |          |                                |                                                                            |

#### Mecz dodatkowy
| 11 grudnia 1949 | Jugosławia · Prvoslav Mihajlović 12', 84' (k) · Željko Čajkovski 114' | 3:2 (po dogrywce)(2:2; 2:2; 1:1) | Francja · 13' Marius Walter · 83' Jean Luciano | Stadio Giovanni Berta, Florencja, Włochy Widzów: 25 000 Sędzia: Giovanni Galeati |
|                 |                                                                       |                                  |                                                |                                                                                  |

### Grupa 4

#### Runda 1
| Poz | Zespół     | Pkt | M | W | R | P | Br+ | Br- | +/- |
| --- | ---------- | --- | - | - | - | - | --- | --- | --- |
| 1   | Szwajcaria | 4   | 2 | 2 | 0 | 0 | 8   | 4   | +4  |
| 2   | Luksemburg | 0   | 2 | 0 | 0 | 2 | 4   | 8   | -4  |

| 26 czerwca 1949 | Szwajcaria · Rene Maillard II 20' · Jacky Fatton 30', 41' · Robert Ballaman 48' · Kiki Antenen 59' | 5:2(3:1) | Luksemburg · 3' Camille Wagner · 86' Paul Reuter | Hardturm Stadion, Zurych Widzów: 15 000 Sędzia: Charles Delasalle |
|                 | |          |                                                  |                                                                   |

| 18 września 1949 | Luksemburg · Armand Muller 38' · Jim Kremer 44' | 2:3(2:1) | Szwajcaria · 15' Rene Maillard II · 59' Traugott Oberer · 75' (k) Jacky Fatton | Stade Municipal, Luksemburg Widzów: 10 000 Sędzia: Pierre Theunen |
|                  |                                                 |          |                                                                                |                                                                   |

#### Runda 2
| Poz | Zespół     | Pkt        | M          | W          | R          | P          | Br+        | Br-        | +/-        |
| --- | ---------- | ---------- | ---------- | ---------- | ---------- | ---------- | ---------- | ---------- | ---------- |
| -   | Szwajcaria | awans      | awans      | awans      | awans      | awans      | awans      | awans      | awans      |
| -   | Belgia     | rezygnacja | rezygnacja | rezygnacja | rezygnacja | rezygnacja | rezygnacja | rezygnacja | rezygnacja |

 Belgia zrezygnowała,  Szwajcaria awansowała do finałów Mistrzostw.

### Grupa 5
| Poz | Zespół         | Pkt | M   | W   | R   | P   | Br+ | Br-  | +/-   |
| --- | -------------- | --- | --- | --- | --- | --- | --- | ---- | ----- |
| 1   | Szwecja        | 4   | 2   | 2   | 0   | 0   | 6   | 2    | +4    |
| 2   | Irlandia (FAI) | 0   | 2   | 0   | 0   | 2   | 2   | 6    | -4    |
| (3) | ( Finlandia)   | (0) | (3) | (0) | (1) | (2) | (2) | (12) | (-10) |

 Finlandia wycofała się w trakcie eliminacji, dotychczas rozegrane mecze zostały przez FIFA potraktowane jako towarzyskie.
| 2 czerwca 1949 | Szwecja · Sune Andersson 17' (k) · Hasse Jeppson 37' · Nils Liedholm 69' | 3:1(2:1) | Irlandia (FAI) · 9' Davy Walsh | Råsunda Stadión, Solna Widzów: 38 000 Sędzia: Louis Baert |
|                |                                                                          |          |                                |                                                           |

| 8 września 1949 | Irlandia (FAI) · Johnny Gavin 35' · Con Martin 44' (k), 68' | 3:0(2:0) | Finlandia | Dalymount Park, Dublin Widzów: 22 479 Sędzia: William Evans |
|                 |                                                             |          |           |                                                             |

| 2 października 1949 | Szwecja B · Egon Jonsson 7', 9', 17' · Ingvar Rydell 24', 75', 83' · Karl-Erik Palmer 41' · Karl-Erik Jakobsson 89' | 8:1(5:1) | Finlandia · 4' Jorma Vaihela | Stadion Malmö, Malmö Widzów: 18 247 Sędzia: Ludwig Jorkow |
|                     | |          |                              |                                                           |

| 9 października 1949 | Finlandia · Jorma Vaihela 89' | 1:1(0:0) | Irlandia (FAI) · 65' Peter Farrell | Olympiastadion, Helsinki Widzów: 13 000 Sędzia: Johan Bronkhorst |
|                     |                               |          |                                    |                                                                  |

| 13 listopada 1949 | Irlandia (FAI) · Con Martin 61' (k) | 1:3(0:2) | Szwecja · 4', 40', 68' Karl-Erik Palmer | Dalymount Park, Dublin Widzów: 41 031 Sędzia: William Lin |
|                   |                                     |          |                                         |                                                           |

### Grupa 6
| Poz | Zespół     | Pkt | M | W | R | P | Br+ | Br- | +/- |
| --- | ---------- | --- | - | - | - | - | --- | --- | --- |
| 1   | Hiszpania  | 3   | 2 | 1 | 1 | 0 | 7   | 3   | +4  |
| 2   | Portugalia | 1   | 2 | 0 | 1 | 1 | 3   | 7   | -4  |

| 2 kwietnia 1950 | Hiszpania · Telmo Zarraonandia 11', 58' · Estanislao Basora 13' · Jose Luis Panizo 15' · Luis Molowny 65' | 5:1(3:1) | Portugalia · 36' Fernando Cabrita | Estádio Chamartín, Madryt Sędzia: Reginald Laefe |
|                 | |          |                                   |                                                  |

| 9 kwietnia 1950 | Portugalia · Octavio Barrosa 29' (k) · José Travaços 51' · Antonio Correira 53' | 2:2(0:1) | Hiszpania · 25' Telmo Zarraonandia · 82' Augustin Gainza | Estadio Nacional, Lizbona Sędzia: Jack Mowatt |
|                 |                                                                                 |          |                                                          |                                               |

## Ameryka Południowa

### Grupa 7
| Poz | Zespół    | Pkt        | M          | W          | R          | P          | Br+        | Br-        | +/-        |
| --- | --------- | ---------- | ---------- | ---------- | ---------- | ---------- | ---------- | ---------- | ---------- |
| 1   | Boliwia   | 2          | 1          | 1          | 0          | 0          | 2          | 0          | +2         |
| 2   | Chile     | 0          | 1          | 0          | 0          | 1          | 0          | 2          | -2         |
| -   | Argentyna | rezygnacja | rezygnacja | rezygnacja | rezygnacja | rezygnacja | rezygnacja | rezygnacja | rezygnacja |

 Argentyna zrezygnowała. Mecz między  Boliwią i  Chile jest uznawany za nieoficjalny.
| 26 lutego 1950 | Boliwia · Mena 52' · Ferrer 64' | 2:0(0:0) | Chile | La Paz Sędzia: Alvarez |
|                |                                 |          |       |                        |

### Grupa 8
| Poz | Zespół   | Pkt        | M          | W          | R          | P          | Br+        | Br-        | +/-        |
| --- | -------- | ---------- | ---------- | ---------- | ---------- | ---------- | ---------- | ---------- | ---------- |
| -   | Urugwaj  | awans      | awans      | awans      | awans      | awans      | awans      | awans      | awans      |
| -   | Paragwaj | awans      | awans      | awans      | awans      | awans      | awans      | awans      | awans      |
| -   | Peru     | rezygnacja | rezygnacja | rezygnacja | rezygnacja | rezygnacja | rezygnacja | rezygnacja | rezygnacja |
| -   | Ekwador  | rezygnacja | rezygnacja | rezygnacja | rezygnacja | rezygnacja | rezygnacja | rezygnacja | rezygnacja |

 Peru i  Ekwador zrezygnowały, do finałów Mistrzostw Świata zakwalifikowały się:  Urugwaj i  Paragwaj.

## Ameryka Północna

### Grupa 9
| Poz | Zespół            | Pkt | M | W | R | P | Br+ | Br- | +/- |
| --- | ----------------- | --- | - | - | - | - | --- | --- | --- |
| 1   | Meksyk            | 8   | 4 | 4 | 0 | 0 | 17  | 2   | +15 |
| 2   | Stany Zjednoczone | 3   | 4 | 1 | 1 | 2 | 8   | 15  | -7  |
| 3   | Kuba              | 1   | 4 | 0 | 1 | 3 | 3   | 11  | -8  |

Wszystkie mecze odbyły się w Meksyku.
| 4 września 1949 | Meksyk · Antonio Flores 20' · Luis Luna 30' · Luis de la Fuente 37', 55', 58' · Carlos Septien 85' | 6:0(3:0) | Stany Zjednoczone | Estádio de los Deportes, Meksyk Widzów: 60 000 Sędzia: Jose Tapia |
|                 | |          |                   |                                                                   |

| 11 września 1949 | Meksyk · Luis Luna 26' · Horacio Casarin 56' | 2:0(1:0) | Kuba | Estádio de los Deportes, Meksyk Widzów: 60 000 Sędzia: Prudencio García |
|                  |                                              |          |      |                                                                         |

| 14 września 1949 | Stany Zjednoczone · Frank Wallace 23' | 1:1(1:1) | Kuba · 28' Jose Gomez | Estádio de los Deportes, Meksyk Widzów: 8000 Sędzia: Gabriel Nieto Lara |
|                  |                                       |          |                       |                                                                         |

| 18 września 1949 | Meksyk · Hector Ortiz Benitez 14' (k) · Horacio Casarin 23', 41', 76' · Luis de la Fuente 47' · Mario Ochoa 89' | 6:2(3:0) | Stany Zjednoczone · 52' John Souza · 90' Ben Wattman | Estádio de los Deportes, Meksyk Widzów: 54 500 Sędzia: Jose Tapia |
|                  | |          |                                                      |                                                                   |

| 21 września 1949 | Stany Zjednoczone · Walter Bahr 16' · John Souza 23' · Peter Matevich 30', 35' · Frank Wallace 48' | 5:2(4:1) | Kuba · 42' (k) Jacinto Barquin · 50' Santiago Veiga | Estádio de los Deportes, Meksyk Widzów: 5000 Sędzia: Gabriel Nieto Lara |
|                  | |          |                                                     |                                                                         |

| 25 września 1949 | Meksyk · Jose Naranjo 44', 88' · Antonio Flores 58' | 3:0(1:0) | Kuba | Estádio de los Deportes, Meksyk Widzów: 40 000 Sędzia: Prudencio García |
|                  |                                                     |          |      |                                                                         |

## Azja

### Grupa 10

#### Runda 1, Grupa A
| Poz | Zespół | Pkt        | M          | W          | R          | P          | Br+        | Br-        | +/-        |
| --- | ------ | ---------- | ---------- | ---------- | ---------- | ---------- | ---------- | ---------- | ---------- |
| -   | Indie  | awans      | awans      | awans      | awans      | awans      | awans      | awans      | awans      |
| -   | Birma  | rezygnacja | rezygnacja | rezygnacja | rezygnacja | rezygnacja | rezygnacja | rezygnacja | rezygnacja |

 Birma zrezygnowała,  Indie awansowały do 2 rundy.

#### Runda 1, Grupa B
| Poz | Zespół    | Pkt        | M          | W          | R          | P          | Br+        | Br-        | +/-        |
| --- | --------- | ---------- | ---------- | ---------- | ---------- | ---------- | ---------- | ---------- | ---------- |
| -   | Indonezja | rezygnacja | rezygnacja | rezygnacja | rezygnacja | rezygnacja | rezygnacja | rezygnacja | rezygnacja |
| -   | Filipiny  | rezygnacja | rezygnacja | rezygnacja | rezygnacja | rezygnacja | rezygnacja | rezygnacja | rezygnacja |

Obie drużyny zrezygnowały z gry.

#### Runda 2
Birma,  Indonezja i  Filipiny zrezygnowały,  Indie awansowały dalej, jednak później zrezygnowały z powodu braku piłkarskich butów.

## Awans
| Drużyna           | Grupa kwalifikacyjna | Liczba występów do tej pory | Najlepszy wynik          | Ostatni występ |
| ----------------- | -------------------- | --------------------------- | ------------------------ | -------------- |
| Anglia            | Grupa 1              | debiutant                   | debiutant                | debiutant      |
| Boliwia           | Grupa 7              | 1                           | 1 runda (1930)           | 1930           |
| Brazylia          | gospodarz            | 4                           | 3 miejsce (1938)         | 1938           |
| Chile             | Grupa 7              | 1                           | 1 runda (1930)           | 1930           |
| Hiszpania         | Grupa 6              | 1                           | Ćwierćfinał (1934)       | 1934           |
| Indie             | Grupa 10             | debiutant                   | debiutant                | debiutant      |
| Jugosławia        | Grupa 3              | 1                           | 3 miejsce (1930)         | 1930           |
| Meksyk            | Grupa 9              | 1                           | 1 runda (1930)           | 1930           |
| Paragwaj          | Grupa 8              | 1                           | 1 runda (1930)           | 1930           |
| Stany Zjednoczone | Grupa 9              | 2                           | 3 miejsce (1930)         | 1934           |
| Szkocja           | Grupa 1              | debiutant                   | debiutant                | debiutant      |
| Szwajcaria        | Grupa 4              | 2                           | Ćwierćfinał (1934, 1938) | 1938           |
| Szwecja           | Grupa 5              | 2                           | 4 miejsce (1938)         | 1938           |
| Turcja            | Grupa 2              | debiutant                   | debiutant                | debiutant      |
| Urugwaj           | Grupa 8              | 1                           | Mistrzostwo (1930)       | 1930           |
| Włochy            | obrońca tytułu       | 2                           | Mistrzostwo (1934, 1938) | 1938           |